# Tired Of Being Sorry
Tired Of Being Sorry is de tweede single afkomstig van het album Insomniac van zanger Enrique Iglesias. Het nummer wordt eerst uitgebracht in Europa, terwijl in de Verenigde Staten voor Somebody's Me werd gekozen. In Nederland stond Tired Of Being Sorry achttien weken in de Nederlandse Top 40, nadat het nummer op Radio 538 werd verkozen tot Alarmschijf.
Het nummer is een cover van de popband Ringside. De versie van Enrique is dan ook geproduceerd door Scott Thomas, frontman en songwriter van Ringside.

## Videoclip
De videoclip van het nummer is geregisseerd door Jessy Terero, ook de regisseur van Do You Know. Er wordt gezegd dat de clip is geïnspireerd door de film Blade. De clip laat Enrique Iglesias zien als een vampier, boven op een gebouw in Los Angeles, terwijl hij terugdenkt aan hoe hij zo geworden is.
Het begon met een ruzie met zijn vriendin. Iglesias stormde uit hun appartement, en ontmoet op straat een verleidelijke vrouw. Hij volgt haar naar een drukke club, waar zij hem meeneemt naar achteren om hem te bijten. Als hij zichzelf bekijkt in de spiegel om de beet te bekijken, ziet hij zijn spiegelbeeld vervagen.
In het laatste deel van de clip ontmoet hij zijn vriendin uit het begin weer. Als ze elkaar omhelzen verdwijnt Iglesias plots in het niets, waarmee de video eindigt.

## Hitnotering
| Tired Of Being Sorry in de Nederlandse Top 40 - binnen: 6 oktober 2007 | Tired Of Being Sorry in de Nederlandse Top 40 - binnen: 6 oktober 2007 | Tired Of Being Sorry in de Nederlandse Top 40 - binnen: 6 oktober 2007 | Tired Of Being Sorry in de Nederlandse Top 40 - binnen: 6 oktober 2007 | Tired Of Being Sorry in de Nederlandse Top 40 - binnen: 6 oktober 2007 | Tired Of Being Sorry in de Nederlandse Top 40 - binnen: 6 oktober 2007 | Tired Of Being Sorry in de Nederlandse Top 40 - binnen: 6 oktober 2007 | Tired Of Being Sorry in de Nederlandse Top 40 - binnen: 6 oktober 2007 | Tired Of Being Sorry in de Nederlandse Top 40 - binnen: 6 oktober 2007 | Tired Of Being Sorry in de Nederlandse Top 40 - binnen: 6 oktober 2007 | Tired Of Being Sorry in de Nederlandse Top 40 - binnen: 6 oktober 2007 | Tired Of Being Sorry in de Nederlandse Top 40 - binnen: 6 oktober 2007 | Tired Of Being Sorry in de Nederlandse Top 40 - binnen: 6 oktober 2007 | Tired Of Being Sorry in de Nederlandse Top 40 - binnen: 6 oktober 2007 | Tired Of Being Sorry in de Nederlandse Top 40 - binnen: 6 oktober 2007 | Tired Of Being Sorry in de Nederlandse Top 40 - binnen: 6 oktober 2007 | Tired Of Being Sorry in de Nederlandse Top 40 - binnen: 6 oktober 2007 | Tired Of Being Sorry in de Nederlandse Top 40 - binnen: 6 oktober 2007 | Tired Of Being Sorry in de Nederlandse Top 40 - binnen: 6 oktober 2007 | Tired Of Being Sorry in de Nederlandse Top 40 - binnen: 6 oktober 2007 |
| Week                                                                   | 1                                                                      | 2                                                                      | 3                                                                      | 4                                                                      | 5                                                                      | 6                                                                      | 7                                                                      | 8                                                                      | 9                                                                      | 10                                                                     | 11                                                                     | 12                                                                     | 13                                                                     | 14                                                                     | 15                                                                     | 16                                                                     | 17                                                                     | 18                                                                     | 19                                                                     |
| ---------------------------------------------------------------------- | ---------------------------------------------------------------------- | ---------------------------------------------------------------------- | ---------------------------------------------------------------------- | ---------------------------------------------------------------------- | ---------------------------------------------------------------------- | ---------------------------------------------------------------------- | ---------------------------------------------------------------------- | ---------------------------------------------------------------------- | ---------------------------------------------------------------------- | ---------------------------------------------------------------------- | ---------------------------------------------------------------------- | ---------------------------------------------------------------------- | ---------------------------------------------------------------------- | ---------------------------------------------------------------------- | ---------------------------------------------------------------------- | ---------------------------------------------------------------------- | ---------------------------------------------------------------------- | ---------------------------------------------------------------------- | ---------------------------------------------------------------------- |
| Nummer                                                                 | 25                                                                     | 3                                                                      | 3                                                                      | 5                                                                      | 5                                                                      | 3                                                                      | 3                                                                      | 4                                                                      | 8                                                                      | 9                                                                      | 9                                                                      | 14                                                                     | 15                                                                     | 20                                                                     | 21                                                                     | 25                                                                     | 28                                                                     | 40                                                                     | uit                                                                    |